# Aușel cu cap galben
Aușelul cu cap galben (Regulus regulus) este o pasăre paseriformă foarte mică din familia regulidelor.

## Taxonomie
Regulidele sunt un mic grup de păsări incluse uneori în familia Sylviidae, dar cărora li se acordă frecvent statutul de familie, mai ales că cercetările recente arată că, în ciuda asemănărilor superficiale, ele sunt îndepărtate filogenetic de silvide. Numele familiei Regulidae și genul Regulus sunt derivate din latinescul regulus, diminutiv al lui rex, rege.
Aușelul cu cap galben a fost descris pentru prima dată de Carl Linnaeus în lucrarea sa Systema Naturae în 1758 ca Motacilla regulus. A fost mutat în genul Sylvia de naturalistul englez John Latham în 1790, și în genul actual de zoologul francez Georges Cuvier în 1800.

### Subspecii

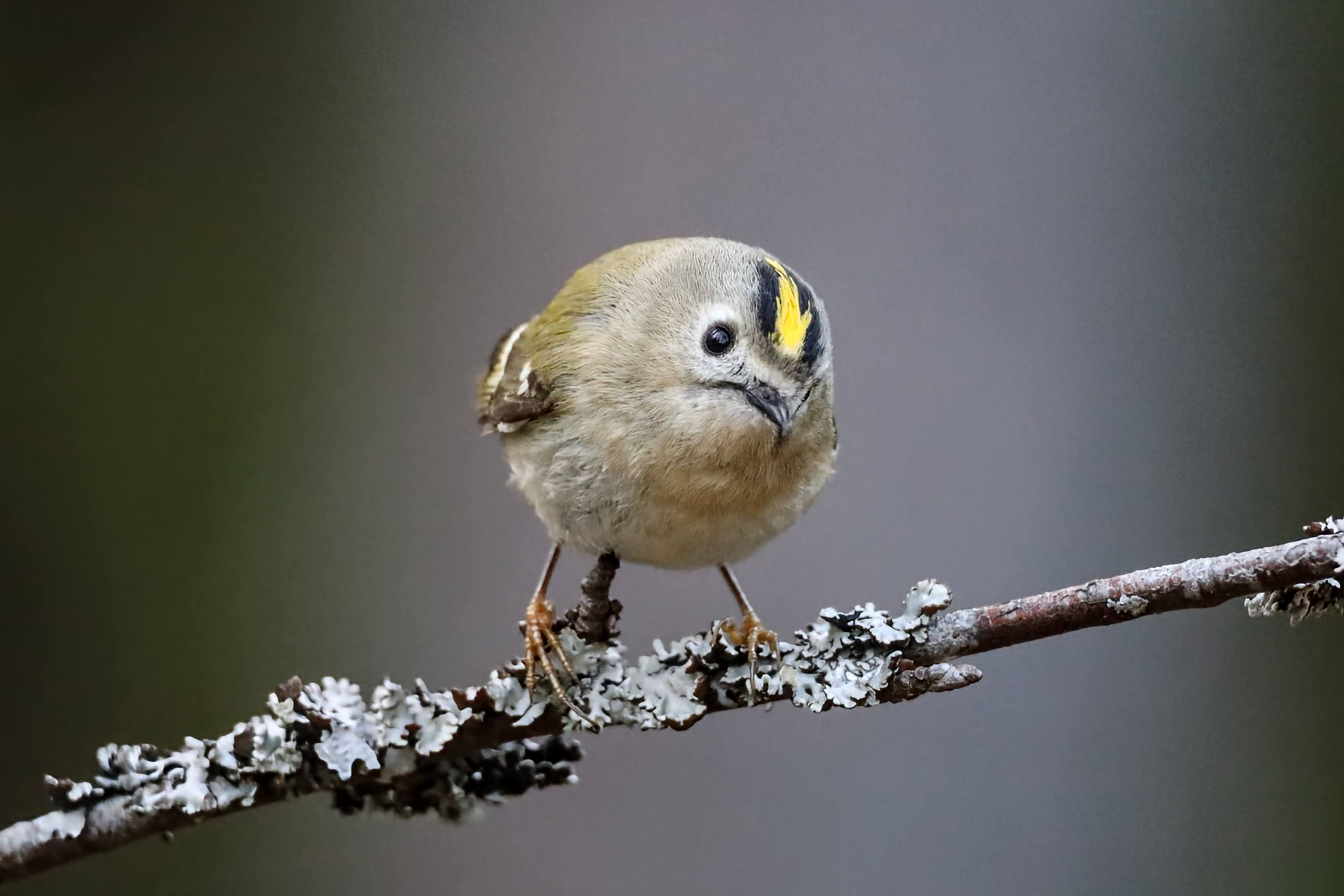
Femelă

Au fost descrise mai multe subspecii de aușel cu cap galben. În Eurasia continentală, există nouă subspecii general acceptate și foarte asemănătoare, care diferă doar în detalii, cum ar fi nuanța penajului. La nivel genetic, cele două forme din Asia Centrală, R. r. sikkimensis și R. r. himalayensis, sunt foarte apropiate una de cealaltă și s-au diferențiat doar în trecutul recent, dar s-au separat de subspecia vestică în urmă cu 2,8 milioane de ani.
- R. r. regulus (Linnaeus, 1758) – se întâlnește în cea mai mare parte a Europei; aceasta este subspecia nominalizată.
- R. r. himalayensis (Bonaparte, 1856) – se întâlnește în Himalaya; este asemănătoare cu subspecia nominalizată, dar ușor mai palidă deasupra și cu părțile inferioare mai albe.
- R. r. japonensis (Blakiston, 1862) – se întâlnește în Asia de Est, inclusiv în Japonia, Coreea, China și Siberia; este mai verde și are părțile superioare mai întunecate decât forma nominalizată și are bare largi albe.
- R. r. tristis (Pleske, 1892) – se întâlnește în China și Asia Centrală, iernând în nord-estul Afganistanului.
- R. r. coatsi (Sushkin, 1904) – se întâlnește în Rusia și Asia Centrală
- R. r. yunnanensis (Rippon, 1906) – se întâlnește în Himalaya de Est, Birmania și China; seamănă cu R. r. sikkimensis, dar este mai închis la culoare, cu părțile superioare de culoare verde închis și părțile inferioare de culoare bej mai închis.
- R. r. hyrcanus (Zarudny, 1910) – se întâlnește doar în Iran; seamănă cu R. r. buturlini, dar este puțin mai întunecat.
- R. r. buturlini (Loudon, 1911) – se întâlnește în Europa de Est, Caucaz și Asia Centrală. Partea superioară este mai palidă decât cea a subspeciei nominalizate și este mai degrabă gri-verzuie decât măslinie.
- R. r. sikkimensis (Meinertzhagen, 1926) – se întâlnește în India și China. Este mai închisă la culoare decât R. r. himalayensis și mai verde decât subspecia nominalizată.

### Fosile
Există câteva înregistrări din Pleistocen (2,6 milioane-12.000 de ani î.Hr.) din Europa ale speciilor de Regulus existente, în principal aușel cu cap galben sau neidentificabile la nivel de specie. Singura fosilă a unui Regulus dispărut este ulna stâng estimată la o vechime de 2,6-1,95 milioane de ani din Bulgaria, care a fost identificat ca aparținând unei specii dispărute, Regulus bulgaricus. Linia de genealogie a aușelului cu cap galben a deviat de la acest strămoș aparent din Pleistocenul mijlociu.

## Descriere

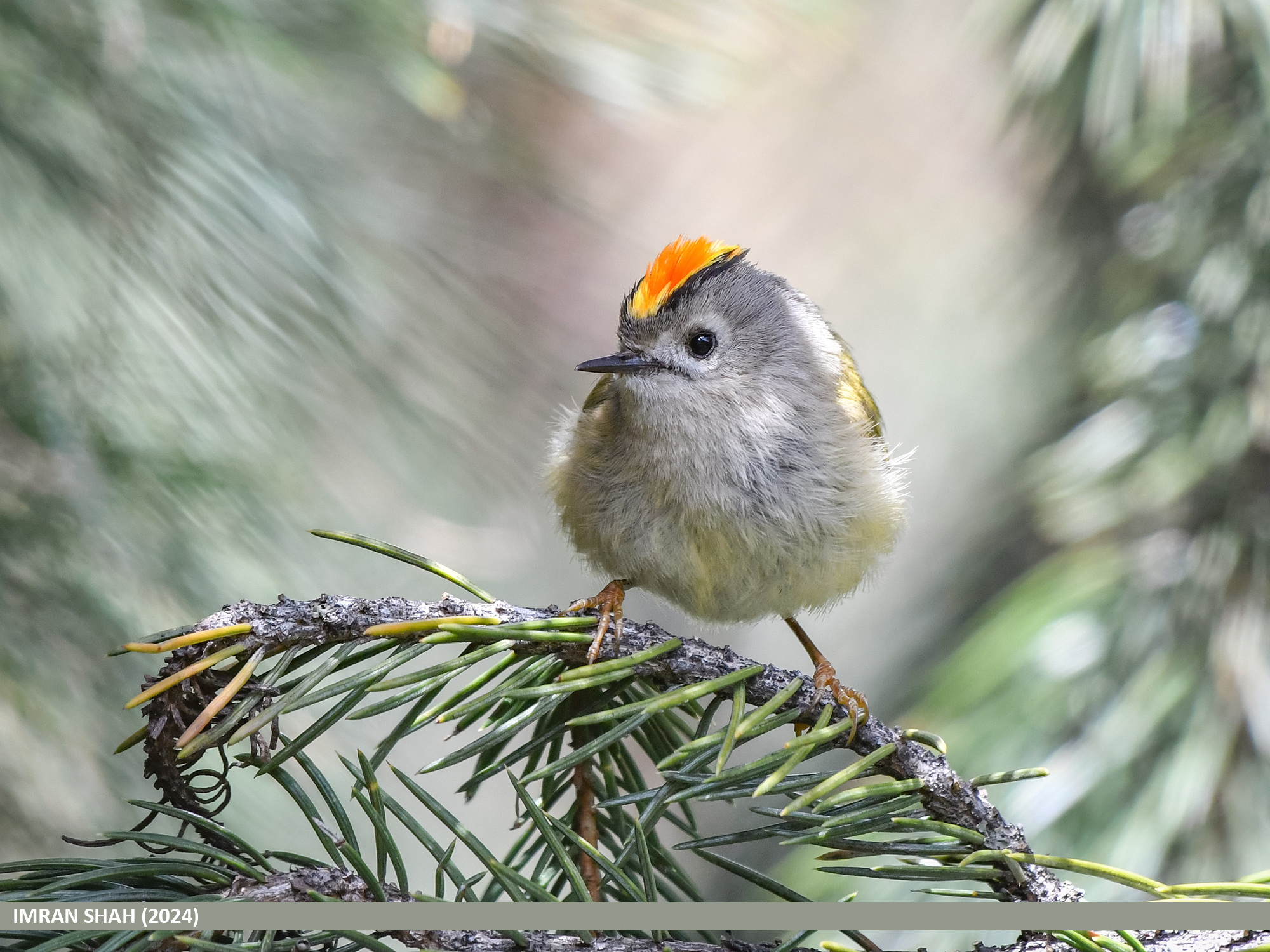
Mascul cu pene portocalii pe creastă

Aușelul cu cap galben este cea mai mică pasăre europeană, cu o lungime de 8,5-9,5 cm, o anvergură a aripilor de 13,5-15,5 cm și o greutate de 4,5-7,0 grame. Are părțile superioare de culoare verde-măsliniu, părțile inferioare de culoare alb-cafeniu, două bare albe pe aripi și o față simplă cu iris negru vizibil. Creștetul capului are laturile negre și o creastă strălucitoare, galbenă cu un centru portocaliu la mascul și complet galbenă la femelă; creasta este ridicată în timpul curtării, făcând mult mai vizibilă dunga portocalie distinctivă a masculului. Ciocul mic și subțire este negru, iar picioarele sunt de culoare maro închis.

### Voce
Strigătul de contact tipic al aușelului cu cap galben este un zee subțire, acut, dat la intervale de 1-4 secunde, cu toate notele la aceeași înălțime. Uneori are un final mai tăios sau este emis mai rapid. Strigătul este mai înalt și mai puțin aspru decât cel al aușelului sprâncenat. Cântecul masculului este un cedar foarte înalt, cu o notă dublă subțire, repetat de 5-7 ori și care se termină cu o înflorire, cedarcedar-cedar-cedar-cedar-stichi-see-pee. Întregul cântec durează 3-4 secunde și este repetat de 5-7 ori pe minut. Acest cântec, rostit adesea în timp ce masculul caută hrană, poate fi auzit în majoritatea lunilor anului. Există, de asemenea, și un subcântec, mai discret.
Cântecele variază foarte puțin în întreaga lor arie de răspândire și constau într-un singur tip de cântec, însă în cazul populațiilor izolate din Macaronezia au apărut mult mai multe divergențe. Nu numai că există variații între insule și în interiorul unei insule, dar masculii individuali din Azore pot avea până la trei tipuri de cântece.

## Comportament

### Hrană

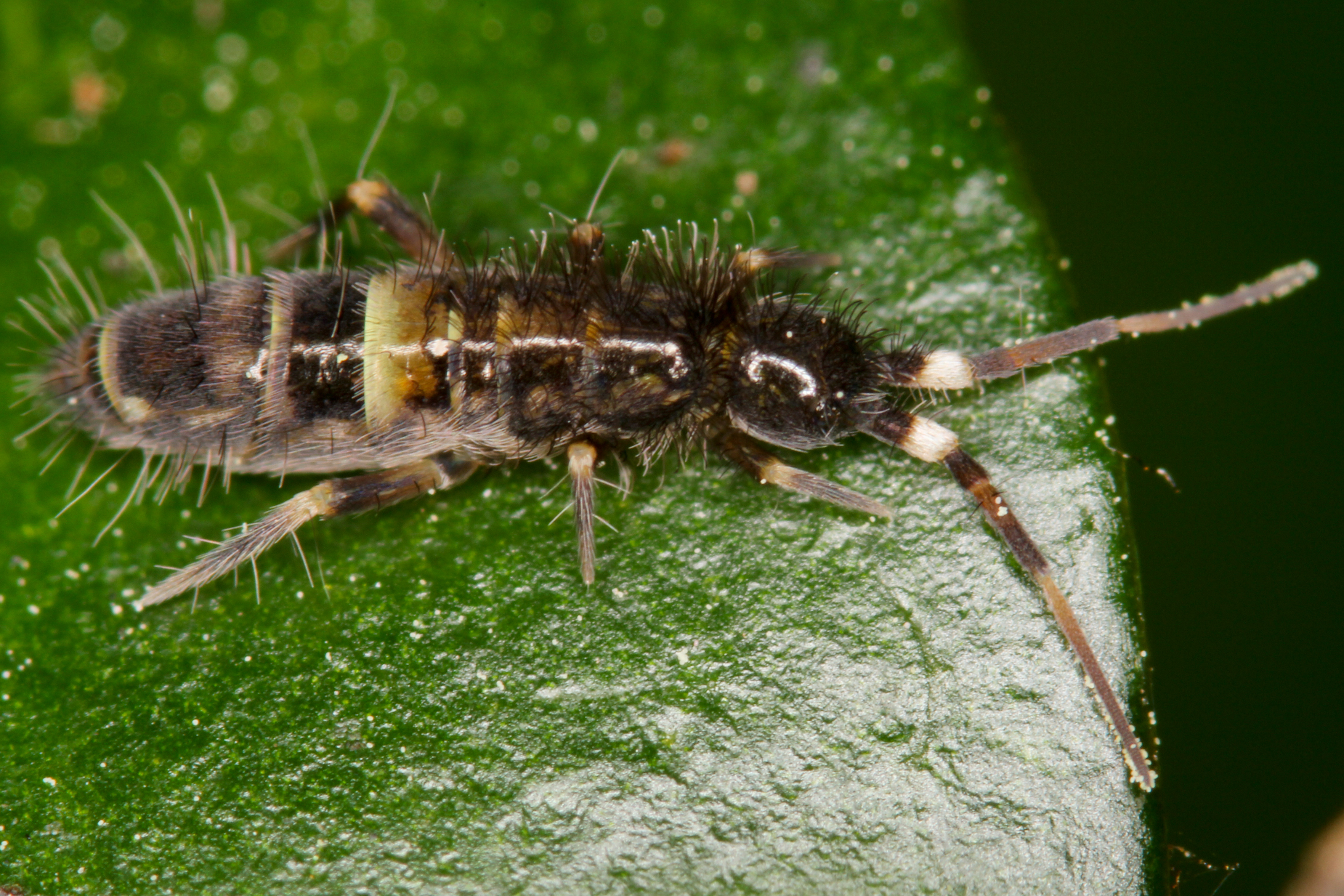
Colembolele, hrana preferată a aușeilor cu cap galben

Toate speciile de aușeii sunt aproape exclusiv insectivore, hrănindu-se cu artropode mici care au o cuticulă moale, cum ar fi colembole (Collembola), afide (Aphidoidea) și păianjeni (Araneae). De asemenea, se hrănesc cu larve și ouă de păianjeni și insecte și, ocazional, cu polen. Deși aușelul cu cap galben și aușelul sprâncenat (Regulus ignicapilla) se întâlnesc deseori împreună, au dimensiuni asemănătoare, există o serie de factori care minimizează concurența directă pentru hrană.Aaușelul cu cap galben preferă prăzi mai mici decât aușelul sprâncenat. Deși ambii se hrănesc cu insecte prinse în pânzele de păianjen în timpul migrației de toamnă, aușelul sprâncenat mănâncă și păianjenii (în rare ocazii, au fost găsiți blocațite într-o pânză de păianjen, fie incapabili să se miște, fie morți). În habitatele de conifere, aușelul cu cap galben preferă să caute hrana printre ramurile dese, deplasându-se în sus și în jos pe rămurelele mai verticale și caută hrana pe față inferioară ale ramurilor mai des și mai cu zel decât aușelul sprâncenat. 

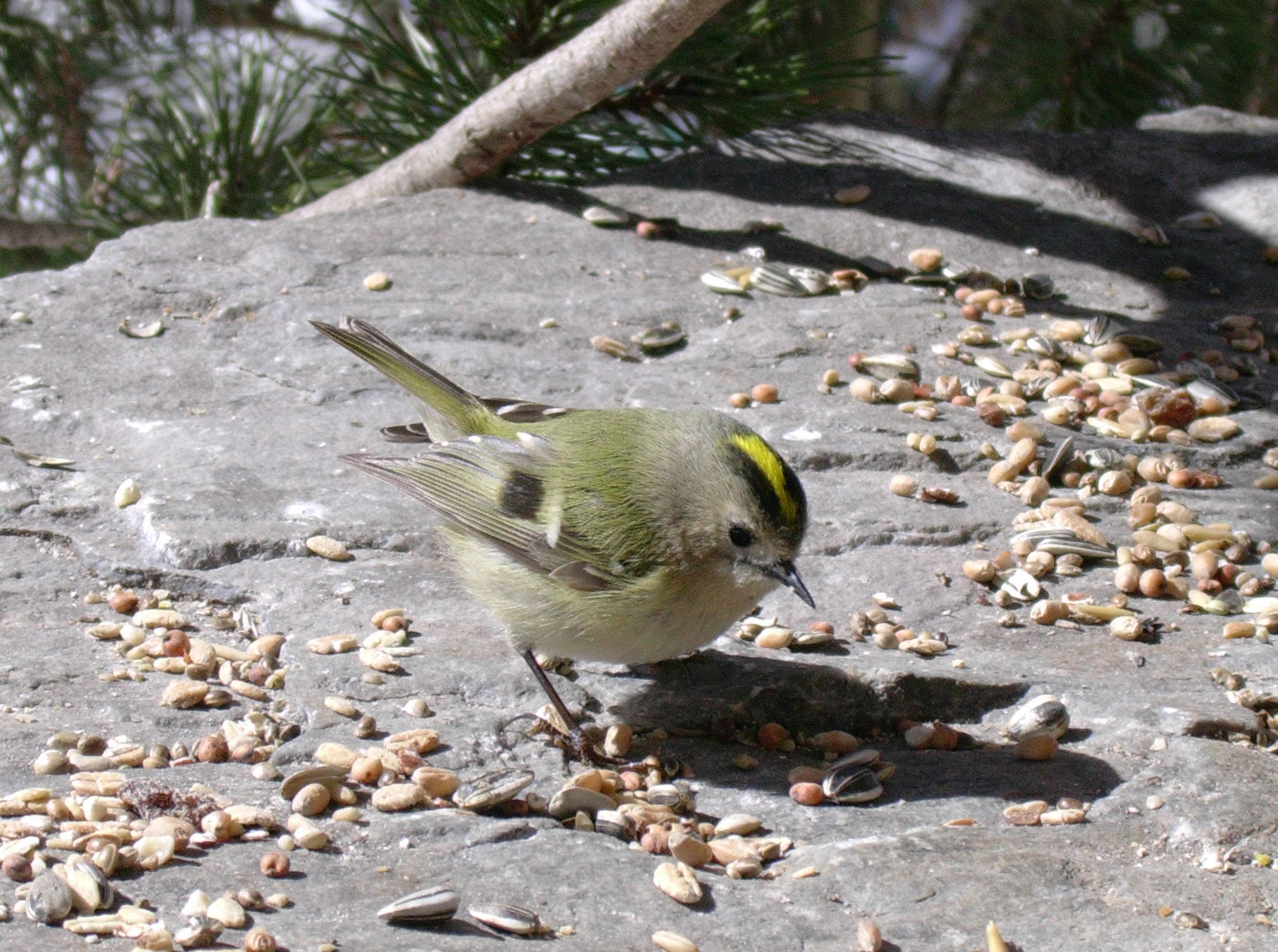
Aușelul cu cap galben este cea mai mică pasăre europeană

Aușelul cu cap galben se hrănește cu o mare varietate de prăzi, în special colembole, păianjeni, omizi, gândaci și muște. Uneori pot fi capturate prăzi mai mari, cum ar fi greieri și molii. Ocazional se hrănește pe sol, printre straturile de frunze, alături de pițigoi. Hrana non-animală este rară, deși au fost văzuți bând sevă din crengi rupte de mesteacăn împreună cu pițigoii.
Aușelul cu cap galben se hrănește în copaci, frecvent pe partea inferioară a ramurilor și frunzelor. În timpul lunilor de iarnă, colembolele constituie cea mai importantă parte din hrana lor, reprezentând mai mult de 60% din hrana acestora. În special, colembolele din genul Entomobrya care trăiesc sub scoarță sunt o sursă de hrană regulat disponibilă și foarte abundentă. Aușeii cu cap galben din Insulele Canare sunt mai puțin selectivi în ceea ce privește mărimea prăzii decât cei din Europa continentală, probabil ca un rezultat al adaptărilor la fauna locală de artropode. Ei nu manifestă vreo preferință vădită pentru colembole, dar se hrănesc în mod obișnuit cu artropode cu picioare lungi, cum ar fi ortopterele, iar în captivitate mănâncă cu plăcere fasmide (Phasmida), care sunt în general evitate de aușeii cu cap galben din Europa continentală. Atât aușeii cu cap galben cât și aușeii sprâncenați lovesc de obicei prada mai mare în mod repetat de o ramură într-o manieră stereotipă.

### Reproducere

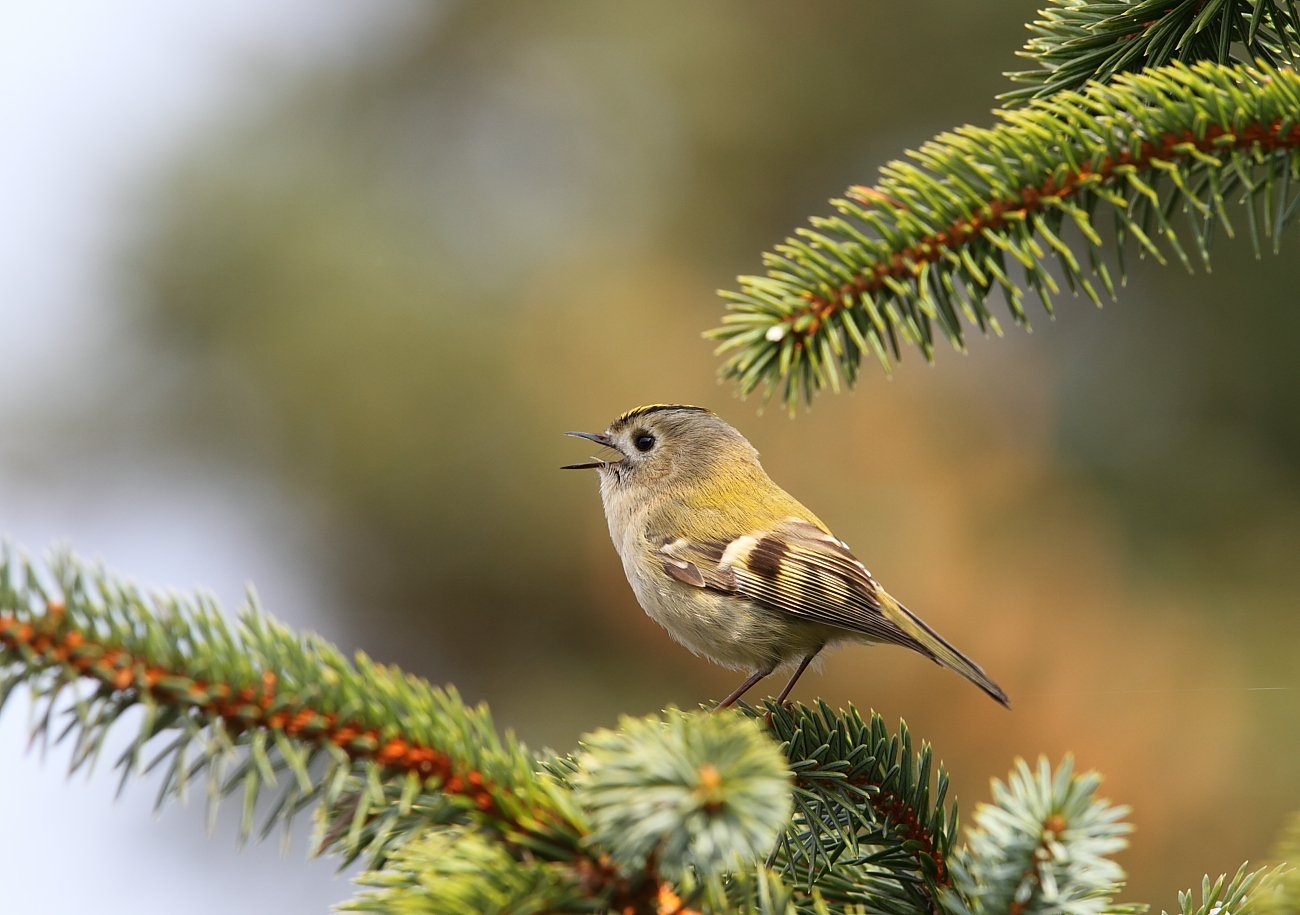
Masculul cântă în timpul sezonului de reproducere.

Aușelul cu cap galben este monogam. Masculul cântă în timpul sezonului de reproducere, de obicei în timp ce caută hrană și nu atunci când se află într-un punct de observare. Acesta are o demonstrație care implică plecarea capului spre o altă pasăre și ridicarea coamei colorate. Masculul își apără teritoriul împotriva altor aușei, incluzând uneori în cântecul său unele fraze de la aușelul sprâncenat. Formarea perechilor începe primăvara, în general la jumătatea lunii aprilie, odată cu sosirea adulților în locurile de cuibărit. În studiile populațiilor sedentare ale aușelului cu cap galben din Insulele Canare, primele activități de cuibărit au fost înregistrate la altitudini mai mici, la circa 725 m, la jumătatea lui februarie, iar primele cuiburi au fost finalizate până la începutul lunii martie. 
Teritoriile de reproducere se întind de obicei în raza a cel puțin unu sau doi copaci maturi de conifere, în special de brad și molid, în care sunt alese locurile cuiburilor. Coniferele cu frunze lungi, cum ar fi pinii, sunt de obicei evitate pentru cuibărit. În Insulele Canare, marea majoritate a cuiburilor aușelului cu cap galben au fost găsite în erica arborescentă (Erica arborea), foarte puține au fost găsite în laurul azorian (Laurus azorica), în pinului de Canare (Pinus canariensis) sau în pinul de Monterey (Pinus radiata) introdus. Cuibul aușeilor este o cupă deschisă, cu o intrare mică în partea superioară, de obicei suspendat  în rămurelele verticale ale unui conifer cu frunze scurte. Cuibul este construit din trei straturi de materiale diferite. Stratul exterior este format din mușchi, predominant din Hypnum, și lichenii, fixați cu fire de pânză și coconi de păianjeni și omizi. Stratul mijlociu conține mușchi subțiri și puțini licheni, în timp ce stratul interior constă în principal din material de căptușit: pene, păr și câteva semințe pufoase, de ex.  de curpen de pădure (Clematis vitalba) și ciulini. Penele sunt așezate și în jurul părții superioare, în așa fel încât interiorul cuibului, sau conținutul cuibului, sunt perfect ascunse.

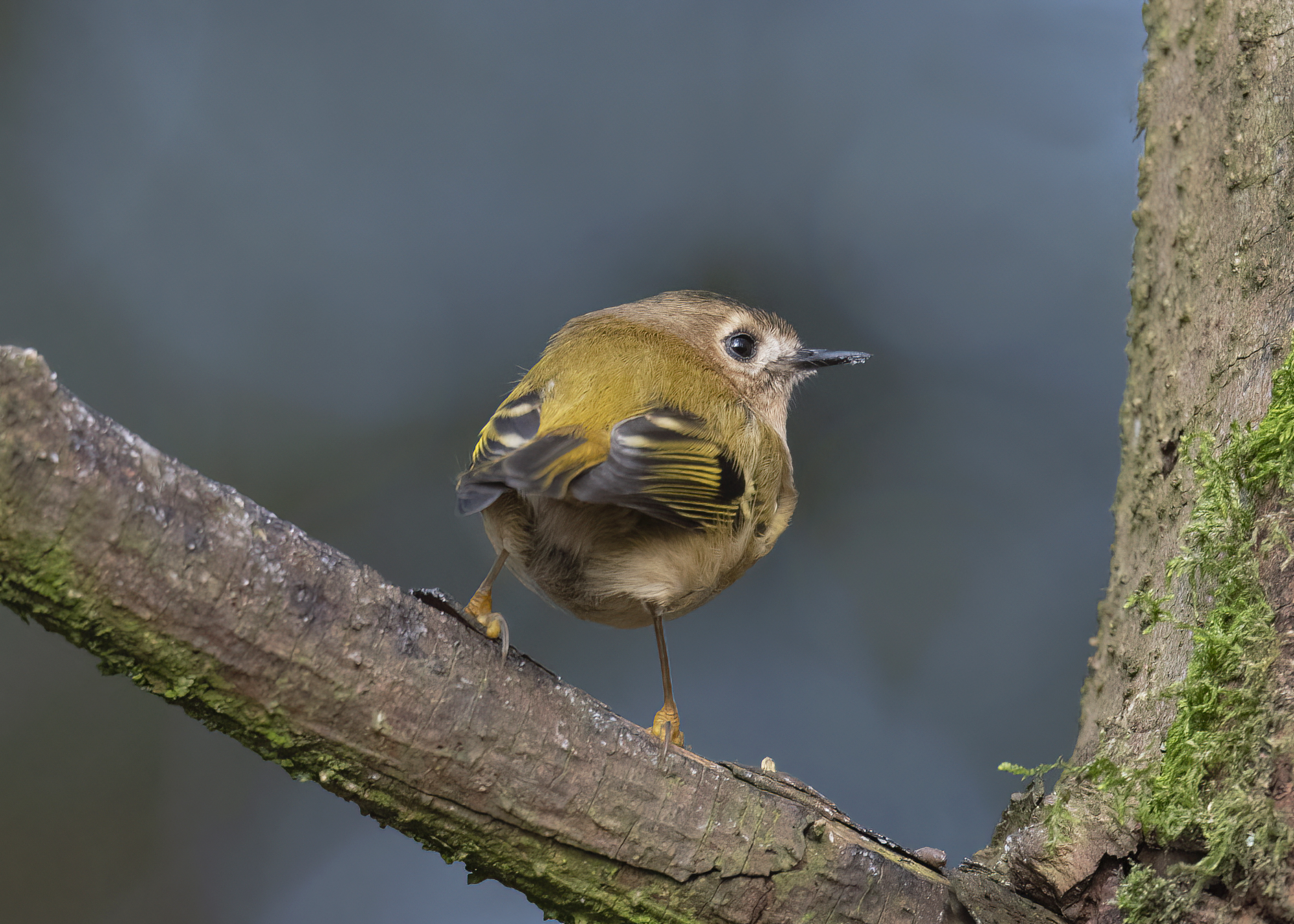
Aușelul cu cap galben își face cuib în brad sau molid.

Depunerea ouălelor începe la sfârșitul lunii aprilie până la începutul lunii mai. Ouăle sunt de culoare albicioasă, cu marcaje foarte vagi, gri sau maro la capătul lat. Ouăle au 14 mm × 10 mm și cântăresc 0,8 grame, din care 5% este coajă. Dimensiunea cuibului în Europa este de obicei de 9-11 ouă, dar variază între 6-13 ouă. Ouăle sunt îngrămădite în cuib, iar femela menține ouăle calde. În cadrul unui cuib, mărimea ouălor crește treptat, iar ultimul ou depus poate fi cu 20% mai mare decât primul ou. Al doilea rînd de pui, care este frecvent, este depus de obicei în timp ce primul cuib are încă pui. Masculul construiește al doilea cuib, apoi hrănește puii din primul cuib în timp ce femela clocește în al doilea cuib; când puii din primul cuib au zburat, el se alătură femelei pentru a hrăni al doilea rînd de pui. În mod normal, femela nu este hrănită de partenerul ei în timpul clocirii. Ea este foarte atentă la cuib, fiind reticentă să părăsească cuibul atunci când este deranjată și a fost înregistrată continuând să se ocupe de cuib atunci când acesta a fost mutat sau chiar atunci când este ținut.
Ouăle sunt menținute la 36,5 °C, femela reglând temperatura ouălor prin variația timpului petrecut așezată. Femela părăsește mai mult cuibul odată cu creșterea temperaturii aerului și incubează mai strâns atunci când intensitatea luminii este mai scăzută la începutul și la sfârșitul zilei. Femela incubează ouăle timp de 16-19 zile până la ecloziune și crește puii, care zboară după alte 17-22 de zile. Ambii părinți hrănesc puii iar pe vreme foarte caldă, s-a observat că femela duce picături de apă în cioc pentru puii săi.
Această specie ajunge la maturitate sexuală după un an și are o mortalitate anuală a adulților de peste 80%, ceea ce îi conferă o speranță de viață de aproximativ opt luni, cea mai scurtă pentru orice pasăre, cu excepția câtorva specii de Coturnix. Există totuși înregistrări ale unui individ care a supraviețuit până la 4 ani și 10 luni și chiar un raport al unei păsări inelate în Winchester în Marea Britanie în 1989 și găsită moartă în Maroc 7 ani și 7 luni mai târziu.

## În cultură

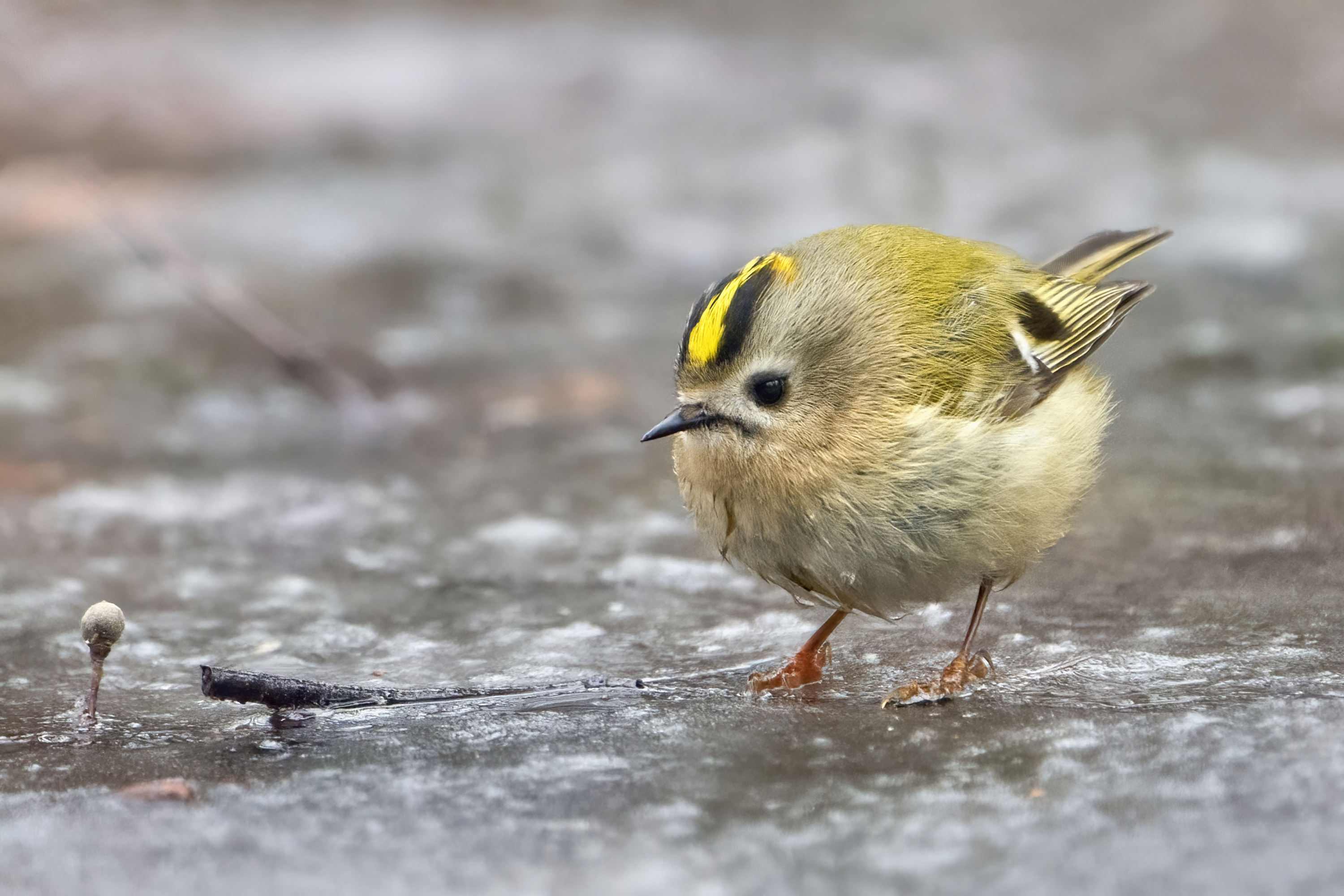
Regulus regulus

Aristotel (384-322 î.Hr.) și Plinius cel Bătrân (23-79 d.Hr.) au scris amândoi despre legenda unui concurs între păsări pentru a vedea cine ar trebui să fie regele lor, titlul urmând să fie acordat aceleia care putea zbura cel mai sus. Inițial, se părea că vulturul va câștiga ușor, dar când a început să obosească, o pasăre mică care se ascunsese sub penele din coada vulturului a apărut și a zburat și mai sus, revendicând titlul. Pornind de la această legendă, în mare parte din folclorul european pănțărușul a fost descris ca „regele păsărilor” sau ca purtători de flacără. Cu toate acestea, acești termeni au fost aplicați și speciilor Regulus, coroanele colorate ale aușelului cu cap galben și ale aușelului sprâncenat făcându-le mai probabil să fie purtătorii originali ai acestor titluri. Confuzia a fost probabil agravată de similitudinea și, în consecință, de interschimbabilitatea cuvintelor grecești pentru pănțăruș care în greacă se numea βασιλεύς basileus, „rege” și creastă care în greacă este βασιλισκος basiliskos, „regișor”).
Acesta a avut un impact redus asupra literaturii, deși este subiectul poemului scurt al lui Charles Tennyson Turner, „The Gold-crested Wren”, publicat pentru prima dată în 1868.